# Марко Перковић Томпсон
Марко Перковић (Чавоглаве, 27. октобар 1966), познатији по надимку Томпсон, хрватски је кантаутор. Од 1991. је главни вокалиста групе Thompson.
Учествовао је у Рату у Хрватској (1991—1995), током којег је каријеру започео националистичком песмом „Бојна Чавоглаве”. Године 2002. започиње своју прву велику турнеју након објављивања албума Е, мој народе. Од 2005. године организује незваничну прославу Дана победе у родном месту Чавоглаве.
Током своје каријере, Перковић је изазвао контроверзе у медијима због својих наступа и песама, од којих неке величају и промовишу хрватску фашистичку усташку диктатуру из Другог светског рата.

## Детињство и младост
Перковић је рођен 1966. године у Чавоглавама (тадашња СР Хрватска, СФР Југославија). Његови родитељи су Марија и Анте. Ретко је виђао оца, који је радио као гастарбајтер у Немачкој и ретко долазио кући. Гимназију је завршио у Сплиту. Хрватска је 1991. прогласила независност од Југославије, што је изазвало Рат у Хрватској. Придружио се Збору народне гарде где је добио амерички аутомат томпсон, који је постао надимак који су му дали његови саборци.

## Каријера
Док је бранио родно село, Перковић се инспирисао да напише једну од најпопуларнијих песама током рата; „Бојна Чавоглаве”, чиме је започео своју музичку каријеру. Године 1992. Перковић је одржао концерте широм Хрватске, а исте године објавио је и свој први албум. Наставио је да пише песме за подизање морала током рата. Године 1995. вратио се у Хрватску копнену војску и 142. дрнишку бригаду и постао један од првих војника који је ушао у освојене градове Дрниш и Книн током операције Олуја.
У септембру 2002. године је одржао до тада највећи концерт на стадиону Пољуд у Сплиту, са око 40,000 посетилаца.
У јуну 2007. године је одржао концерт на стадиону Максимир у Загребу, са 60,000 гледалаца, који је преношен уживо на државној телевизији ХРТ Плус са додатним плаћањем, а снимак концерта је емитован на главном каналу ХРТ неколико дана касније.
Као своје главне уметничке узоре, Перковић је навео Мату Булића, Nightwish, Iron Maiden, AC/DC и Dream Theater.
Текстови његових песама често имају патриотске теме и тичу се религије, породице, рата у Хрватској 90-их, политике и медијима, али такође и спомињу ратне злочине над српским становништвом. Након што су оптужени као подржаваоци неонацизма 2004. године, локалне власти у Амстердаму су забраниле концерт групе, иако је група успешно одржала коцерт у Ротердаму.
У септембру 2009. године, концерт Томпсона у швајцарском граду Луцерну је био отказан након што је Социјалдемократска партија Швајцарске позвала на хитно саопштење поводом Томпсоновог концерта, прозивајући Перковића као фашисту. То је довело до тога да је му је било забрањено да држи концерте у Швајцарској, након што је Швајцарски сервис за анализу и превенцију (DAP) изјавио да текстови Перковићевих песама величају усташе и Независну Државу Хрватску. Касније је забрана укинута и он је наставио одржавати концерте у Швајцарској.
Пошто је Швајцарска чланица Шенгенског уговора, Томпсону је био забрањен улаз у све шенгенске државе чланице на три године, као што је потврдила Мишел Черконе, портпарол потпредседника Европске комисије.
Перковић је подстакнуо контроверзу због наводног извођења песме Јасеновац и Градишка Стара, која отворено слави усташки режим и геноцид над Србима за време Другог светског рата у Независној Држави Хрватској. Центар Симон Визентал је покренуо жалбу против Хрватске радио-телевизије због јавног преноса концерта певача који је оптужен за носталгију за усташким режимом, иако Перковић одбија сваку повезаност са тим временским периодом. Жалба је била игнорисана. Перковић пориче да је написао и изводио ту песму, тврдећи да је он „музичар, а не политичар”.
Неки од његових обожавалаца су познати ултранационалисти, што се види по усташким униформама (укључујући црне усташке капе), ознакама и заставама. Песму Бојна Чавоглаве Перковић почиње усташким поздравом „За Дом! — Спремни!”. У лето 2015. године, Перковић је одржао коцерт у Книну, испред 80,000 посетилаца, у склопу прославе 20. годишњице операције Олуја, где су многи у публици певали усташке песме и скандирали „Убиј Србина!” и „Идемо усташе!”.
Укључење Перковића и његове групе у прославу успеха Хрватске фудбалске репрезентације на Светском првенству 2018. године је изазвало контроверзе и критике.
Перковићево наводно величање усташа је довело до тога да га неке публикације, укључујући и Центар Симон Визентал, означе као фашистичког певача.

### Концерт на Загребачком хиподрому
Дана 5. јула 2025. године, одржао је концерт на Загребачком хиподрому којем је, према проценама, присуствовало 504000 људи. Процењује се да је за овај концерт продато око 485000 карата, чиме је оборен светски рекорд за највише продатих карата за један концерт. На почетку извођења песме Бојна Чавоглаве, на његов усташки поздрав „За дом!”, публика је гласно и јединствено одговорила „Спремни!”.

## Дискографија

### Студијски албуми
- 1992 — Бојна Чавоглаве
- 1992 — Моли мала
- 1995 — Вријеме шкорпиона
- 1996 — Гени камени
- 1998 — Вјетар с Динаре
- 2002 — Е, мој народе
- 2006 — Било једном у Хрватској
- 2011 — Глазба из филма Јозеф
- 2013 — Ora et labora
- 2025 — Ходочасник

### Компилацијски албуми
- 2001 —
- 2003 — Све најбоље
- 2008 — Друга страна
- 2015 —
- 2016 — Антологија

### Концертни албуми
- 2002 — Турнеја: Е, мој народе
- 2007 — Турнеја: Било једном у Хрватској
- 2013 — Турнеја:
- 2025 — Турнеја: Ходочасник